# The Days Of Grays
The Days of Grays es el sexto álbum de estudio de la banda de power metal finés Sonata Arctica y el debut del guitarrista Elias Viljanen, que reemplazaría a Jani Liimatainen. Su salida al mercado fue el 22 de septiembre de 2009 en EE. UU., 16 de septiembre en Finlandia, y 18 de septiembre en el resto de Europa.
En comentarios hechos por miembros de la banda en sus blogs, este disco sería más "oscuro" que los anteriores.
La edición argentina del disco, hecho por la compañía Icarus, vio su salida el día 8 de septiembre.
El Disco tuvo la ayuda del Grupo Nightwish y el grupo Apocalyptica en los arreglos orquestales.

## Lista de canciones
| N.º | Título | Duración |  |
| 1.  | «Everything Fades to Gray (Instrumental)» | 3:07     |  |
| 2.  | «Deathaura" - "The Premonition" - "The Witch-Hunt" - "Exposing the Heathen" - "Envy" - "The Fear" - "The Grudge" - "The Curse" - "The Flames" - "Endless Inquisition" - "...Together, Today, for All Eternity» | 7:59     |  |
| 3.  | «The Last Amazing Grays» | 5:40     |  |
| 4.  | «Flag in the Ground» | 4:09     |  |
| 5.  | «Breathing» | 3:55     |  |
| 6.  | «Zeroes» | 4:24     |  |
| 7.  | «The Dead Skin» | 6:15     |  |
| 8.  | «Juliet» | 5:59     |  |
| 9.  | «No Dream Can Heal a Broken Heart» | 4:33     |  |
| 10. | «As If the World Wasn't Ending» | 3:49     |  |
| 11. | «The Truth Is Out There» | 5:04     |  |
| 12. | «Everything Fades to Gray (Full Version)» | 4:32     |  |

| N.º | Título | Duración |  |

Edición Limitada 'Orchestral Bonus CD'
1. "Deathaura" –  7:57
2. "The Last Amazing Grays" – 5:10
3. "Flag in the Ground " – 3:55
4. "Juliet" – 6:02
5. "As If the World Wasn't Ending" – 3:56
6. "The Truth Is Out There" – 5:07
7. "In the Dark" – 5:22

U.S. Edition bonus track
13. "In My Eyes You're a Giant" – 4:42
Edición Japonesa bonus tracks
13. "Nothing More" – 3:55
14. "In My Eyes You're a Giant" – 4:42
Edición Japonesa 'Live Bonus CD' - Official bootleg live around Europe 2008
1. "Paid in Full (Live in France)" – 4:26
2. "Black Sheep (Live in Italy)" – 5:56
3. "Draw Me (Live in Switzerland)" – 4:06
4. "It Won't Fade (Live in France) " – 6:22
5. "Replica (Live in Switzerland)" – 4:38
6. "Don't Say a Word (Live in Switzerland) " – 6:08

## Miembros
- Tony Kakko – vocales, teclado
- Elias Viljanen – guitarra
- Marko Paasikoski – bajo
- Henrik Klingenberg – teclado
- Tommy Portimo – batería

- Johanna Kurkela – voz femenina (temas 2 y 9)
- Perttu Kivilaakso - chelo (temas 1, 6, 11, 12 y 13)